# Erbprinzenpalais

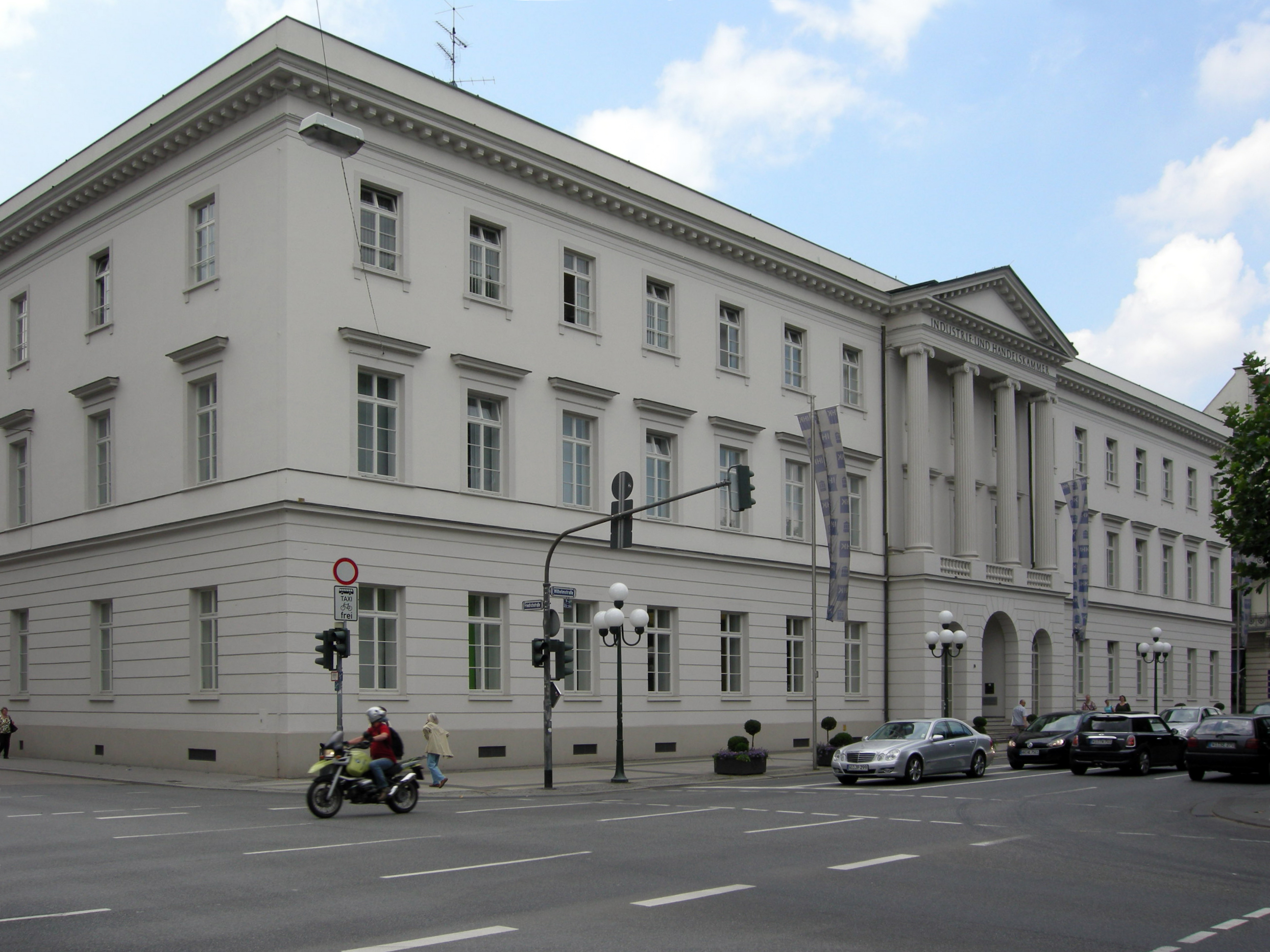
Das Erbprinzenpalais an der Wilhelmstraße beherbergt heute die Industrie- und Handelskammer (Zustand nach der Renovierung von 2009).

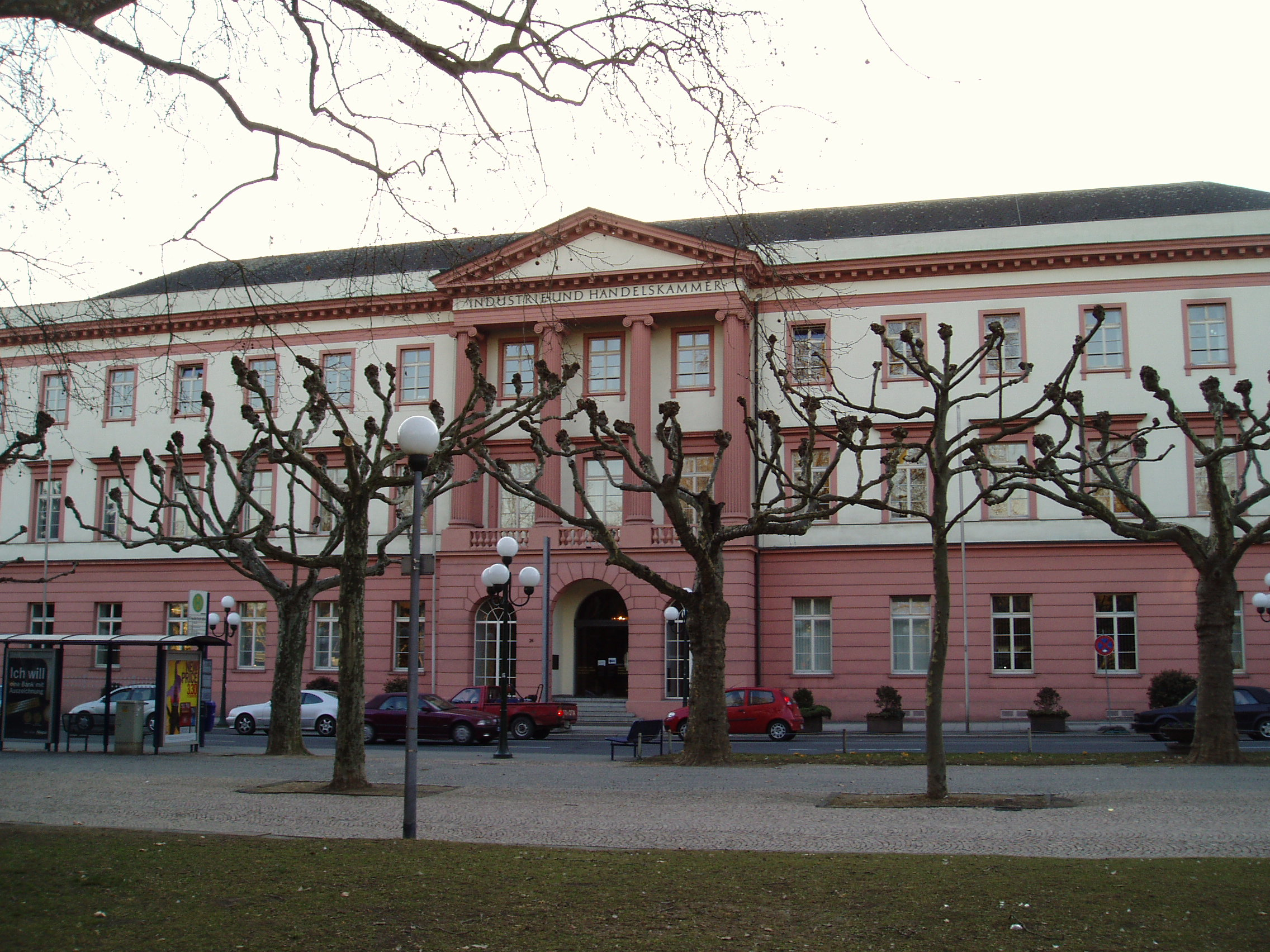
Erbprinzenpalais (Zustand vor der Renovierung von 2009).

Das Erbprinzenpalais an der Wilhelmstraße in Wiesbaden ist ein von Christian Zais in den Jahren 1813 bis 1817 für den Erbprinzen der nassauischen Herzöge errichtetes klassizistisches Gebäude mit beherrschendem Mittelgiebel. Nach wechselvoller Geschichte beherbergt es heute die 1865 gegründete IHK Wiesbaden.

## Geschichte
Nach der Gründung des Herzogtums Nassau wurde das repräsentative Gebäude eigens für den nassauischen Erbprinzen Wilhelm (* 14. Juni 1792; † 20. August 1839) errichtet. Der bekannte Stadtbaumeister Christian Zais, der bereits das alte Kurhaus in der Stadt errichtet hatte, konnte für das Bauvorhaben gewonnen werden.
Der seit 1806 regierende Herzog Friedrich August von Nassau-Usingen (* 23. April 1738) hatte keinen männlichen Erben, da seine beiden Söhne unter seinen insgesamt 7 Kindern schon im Kindesalter starben. So war frühzeitig klar, dass die Herzogswürde auf die Linie Nassau-Weilburg übergehen werde. Der 30 Jahre jüngere Vetter von Friedrich August, Friedrich Wilhelm von Nassau-Weilburg (* 25. Oktober 1768), der sich mit diesem schon die Regierungsgeschäfte teilte, sollte Friedrich August beerben. Er ließ deswegen für seinen Sohn Wilhelm ab 1813 das Gebäude errichten, das dieser während seiner anstehenden Amtszeit bewohnen sollte. Dazu kam es allerdings nicht: als Friedrich August am 24. März 1816 77-jährig starb, war Friedrich Wilhelm ebenfalls schon tot: er starb zwei Monate zuvor, am 9. Januar 1816 bei einem tragischen Unfall in Schloss Weilburg, indem er von einer Treppe stürzte.
Wilhelm wurde so im Alter von 23 Jahren schon Herzog, zog aus dem noch nicht ganz fertiggestellten Erbprinzenpalais wieder aus und nach Schloss Biebrich. Das Palais wurde zum Verwaltungsgebäude umfunktioniert. Ab dem Jahr 1821 zog zunächst die spätere Hessische Landesbibliothek ein, in den Jahren bis 1829 auch die drei heute als Museum Wiesbaden vereinten Museen: Kunstmuseum, Naturwissenschaftliches Museum und Altertumsmuseum. 1913–1915 erhielten die Museen und die Bibliothek ihre neuen Gebäude in der Friedrich-Ebert-Allee (Museum) bzw. in der Rheinstraße. Das Erbprinzenpalais wurde anschließend als Behördenzentrum der Stadt genutzt und fortan als „Altes Museum“ bezeichnet.
Nach dem Zweiten Weltkrieg mietete die Hessische Landesregierung das Gebäude an und nutzte es für das Justizministerium. Im Jahre 1968 kaufte schließlich die Industrie- und Handelskammer Wiesbaden den Bau für 1,2 Millionen Mark von der Stadt und unterzog es einer Komplettrenovierung. Da diese jedoch mit 5,2 Mio. Mark weitaus teurer wurde, als zunächst angenommen, gab es die dann nicht realisierte Überlegung, das Gebäude abzureißen und durch einen günstigeren Neubau zu ersetzen. Das Erbprinzenpalais ist heute das einzige erhaltene der drei klassizistischen Gebäude von Christian Zais in Wiesbaden (das Alte Kurhaus wurde im Jahre 1906 durch einen Neubau ersetzt, das Hotel Vierjahreszeiten im Zweiten Weltkrieg zerstört).
Das Gebäude, das gelegentlich auch „Kronprinzenpalais“ genannt wird, steht an der nach Wilhelm benannten Wilhelmstraße Nr. 24, direkt gegenüber der Parkanlage des Warmen Damms.